# William J. Kennedy
William Joseph Kennedy (16 de enero de 1928) es un escritor y periodista estadounidense, ganador de un Premio Pulitzer. Es miembro de la Academia Estadounidense de las Artes y las Letras y de la Academia de las Artes y las Ciencias Cinematográficas de Hollywood.

## Biografía
Nacido y criado en Albany, en el estado de Nueva York, asistió de pequeño a la Public School 20, una academia cristiana. Después acudió al Siena College de Loudonville, Nueva York, donde comenzó a interesarse por el periodismo. Tras su graduación trabajó como columnista y redactor deportivo en el periódico The Post Star de Glenn Falls, aunque un año después fue reclutado por el ejército y enviado a Europa, donde trabajó de nuevo en la sección de deportes del periódico Ivy Leaves. Tras marcharse de Europa, Kennedy vivió en Puerto Rico, donde se convirtió en el redactor jefe del periódico The San Juan Star. 
Su etapa como novelista comenzó en 1963, cuando regresó a Albany. Allí escribió una serie de artículos sobre la ciudad que sirvieron de base para su libro O Albany! y le valieron una nominación para el Premio Pulitzer, aunque no consiguió ganarlo. No obstante, en 1983, su novela Tallo de hierro fue también nominada y esta vez si lo ganó, además del Premio Nacional de la Crítica.
De 1974 a 1982, Kennedy fue profesor de escritura creativa y periodismo en la Universidad de Albany.

## Trabajos

### Libros
- The Ink Truck. Nueva York: Viking Press, 1969.
- Legs. Nueva York: Penguin Books, 1983.
- O Albany!: Improbable City of Political Wizards, Fearless Ethnics, Spectacular Aristocrats, Splendid Nobodies, and Underrated Scoundrels. Nueva York: Viking Press, 1983.
- Billy Phelan's Greatest Game. Nueva York: Viking Press, 1978.
- Ironweed. Nueva York: Viking Press, 1983.
- Charlie Malarkey and the Belly Button Machine (coautor con Brendan Kennedy). Nueva York: Atlantic Monthly Press, 1986.
- Quinn's Book. Nueva York: Viking Press, 1988.
- The Making of Ironweed. Nueva York: Viking Penguin, 1988.
- Very Old Bones. Nueva York: Viking Press, 1992.
- Riding the Yellow Trolley Car. Nueva York: Viking Press, 1993.
- Charlie Malarkey and the Singing Moose (coautor con Brendan Kennedy). Nueva York: Viking Children's Books, 1994.
- The Flaming Corsage. Nueva York: Viking Press, 1996.
- Roscoe. Nueva York: Viking Press, 2002.

### Guiones
- Cotton Club. Coautor con Francis Ford Coppola (1986).
- Tallo de hierro (1987).

### Teatro
- In the System.
- Grand View.

### Críticas
- Gillespie, Michael Patrick. Reading William Kennedy. Siracusa: Universidad de Siracusa.
- Marowski, Daniel G. y Matur, Roger, editores. "William Kennedy." Contemporary Literary Criticism, Vol. 53, Detroit: Gale Research, 1989, pp. 189-201.
- Van Dover, J. K. Understanding William Kennedy. Columbia, Carolina del Sur: Universidad de Carolina del Sur, 1991.
- Reilly, Edward C. Twayne's United States Authors Series: William Kennedy. Boston: Twayne Publishers, 1991.
- Giamo, Benedict F. The Homeless of Ironweed: Blossoms on the Crag. Iowa: Universidad de Iowa, 1997.
- Michener, Christian. From Then into Now: William Kennedy's Albany Novels. Universidad de Scranton, 1998.
- Seshachari, Neila C. Courtesans, Stars, Wives, $ Vixens: The Many Faces of Female Power in Kennedy's Novels, AWP Conference, Albany, Nueva York. 17 de abril de 1999.
- Lynch, Vivian Valvano. Portraits of Artists: Warriors in the Novels of William Kennedy. Bethesda: International Scholars Publications, 1999.
- Mallon, Thomas. William Kennedy's Greatest Game. The Atlantic Monthly, febrero de 2002.
- Flanagan, Thomas. O Albany!. New York Review of Books. 25 de abril de 2002